# Eric Kwong
"Eric" Kwong Hoi Fung (Hongkong, 23 oktober 1982) is een autocoureur uit Hongkong.

## Carrière
Kwong heeft sinds 2009 in het Hong Kong Touring Car Championship gereden. Hij eindigde als derde in 2010, als tweede in 2011 en als eerste in 2012 in een Honda Accord waarmee hij vijf van de acht races won.
Kwong maakte zijn debuut in het World Touring Car Championship in het raceweekend op het Shanghai International Circuit voor het Look Fong Racing Team in een Chevrolet Cruze. Hij kwalificeerde zich als 24e en eindigde de races als achttiende en twintigste.